# Sources d'Eugénie-les-Bains
 (avril 2023).
Si vous disposez d'ouvrages ou d'articles de référence ou si vous connaissez des sites web de qualité traitant du thème abordé ici, merci de compléter l'article en donnant les références utiles à sa vérifiabilité et en les liant à la section « Notes et références ».
La source Impératrice et la source Christine Marie sont au centre de l’activité thermale de la station d’Eugénie-les-Bains, dans le département français des Landes. 

## Présentation
Leurs eaux sulfurées sodiques, sulfurées et sulfatées calciques sont issues de sources chaudes dont la température varie de 22 °C à 41 °C. Elles permettent de traiter des maladies métaboliques et de la nutrition (excès de poids), des rhumatismes, et des affections chroniques des voies digestives et des voies urinaires.

### Historique
La renommée des propriétés thérapeutiques des eaux thermales d’Eugénie-les-Bains est très ancienne.
Avant la création de la commune d’Eugénie-les-Bains en 1861, les sources sont désignées par l’appellation gasconne de « las Aygos de Saint Loubouer », du nom du village où elles se situent alors. Leurs vertus curatives attirent à elles des patients locaux, qui y soignent leurs maux de manière empirique, avant que ne soient menées les premières études thérapeutiques au cours du XVIIe siècle.
En 1582, Michel de Montaigne cite de manière non exhaustive dans son Journal de voyage les stations thermales landaises de Dax et Préchacq. Aussi est-il permis de penser qu’il a connu les eaux artésiennes des prairies de Saint-Loubouer. Ces eaux reçoivent une première consécration officielle sous le règne du roi Henri IV, qui en ordonne le captage, dans le cadre des missions confiées à la Surintendance des Eaux qu’il crée en 1605.
Puis la vogue que les saisons connaissent sous le Second Empire favorise, autour des sources, la naissance d’une agglomération qui ne tarde pas à devenir le cœur d’une nouvelle commune, à laquelle l’Impératrice Eugénie de Montijo fit l’honneur de son gracieux parrainage.